# Рыбинский район (Красноярский край)

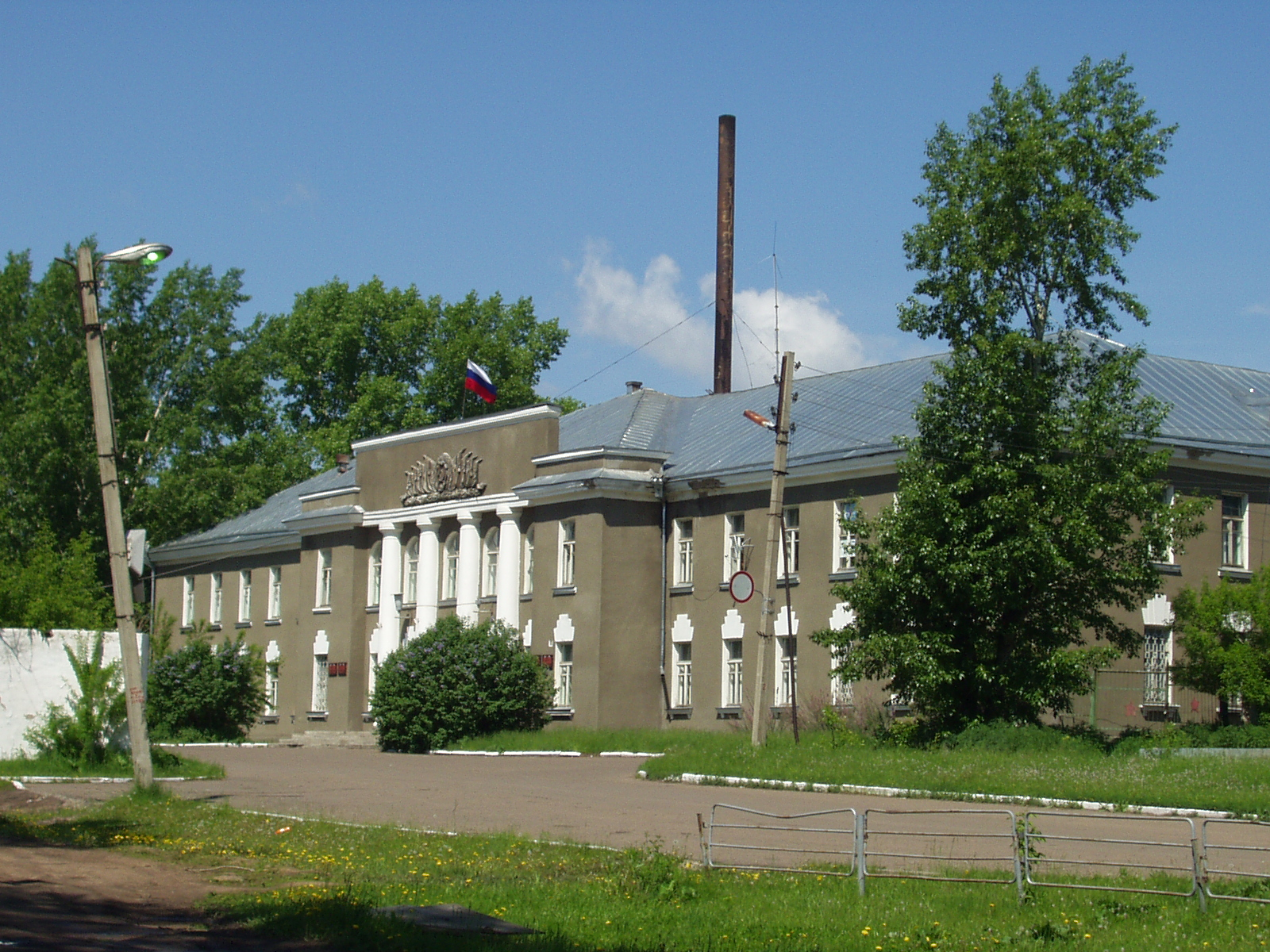
Здание Администрации Рыбинского района в городе Заозёрном

Ры́бинский райо́н — административно-территориальная единица (район) и муниципальное образование (муниципальный район) в восточной части Красноярского края России.
Административный центр — город Заозёрный, в 130 км к востоку от Красноярска.

## География
Площадь территории — 3651 км².
Сопредельные территории:
- северо-восток: Канский район
- юго-восток: Ирбейский район
- юг: Саянский район
- юго-запад: Партизанский район (Красноярский край)
- запад: Уярский район
- северо-запад: Сухобузимский район

На территории района протекает река Рыбная

## История
Образован 4 апреля 1924 года. 9 декабря 1925 года включён в состав Канского округа Сибирского края. 30 июля 1930 года был передан в прямое подчинение Восточно-Сибирского края. 7 декабря 1934 года вошёл в состав Красноярского края.
В 1945—1948 гг. на территории района у посёлков Урал, Ирша, Заозёрный находилось 4 лагеря, где содержались интернированные японские военные.

## Население
| 1939    | 1959    | 1970    | 1979    | 1989    | 2002    | 2009    |
| ------- | ------- | ------- | ------- | ------- | ------- | ------- |
| 48 829  | ↗83 305 | ↘29 215 | ↘24 136 | ↘23 294 | ↘21 186 | ↗34 557 |
| 2010    | 2011    | 2012    | 2013    | 2014    | 2015    | 2016    |
| ↘31 941 | ↘31 836 | ↘31 616 | ↘31 467 | ↘31 363 | ↗31 384 | ↗31 438 |
| 2017    | 2018    | 2019    |         |         |         |         |
| ↘31 259 | ↘30 943 | ↘30 539 |         |         |         |         |

## Территориальное устройство
В рамках административно-территориального устройства район включает 17 административно-территориальных единиц: 1 город (районного подчинения), 2 посёлка городского типа и 14 сельсоветов.
В рамках муниципального устройства, в муниципальный район входят 17 муниципальных образований — 3 городских и 14 сельских поселений.
| №        | Муниципальное образование  | Административный центр   | Количество населённых пунктов | Население | Площадь, км2 |
| -------- | -------------------------- | ------------------------ | ----------------------------- | --------- | ------------ |
| 1e-06    | Городские поселения        |                          |                               |           |              |
| 1        | город Заозёрный            | город Заозёрный          | 1                             | ↗10 286   | 27,87        |
| 2        | посёлок Ирша               | рабочий посёлок Ирша     | 1                             | ↘1292     | 19,37        |
| 3        | посёлок Саянский           | рабочий посёлок Саянский | 2                             | ↘4454     | 37,00        |
| 3.000002 | Сельские поселения         |                          |                               |           |              |
| 4        | Александровский сельсовет  | село Александровка       | 5                             | ↗1057     | 708,94       |
| 5        | Большеключинский сельсовет | село Большие Ключи       | 1                             | ↗528      | 102,30       |
| 6        | Бородинский сельсовет      | село Бородино            | 6                             | ↘1335     | 358,33       |
| 7        | Двуреченский сельсовет     | село Двуречное           | 4                             | ↘946      | 268,62       |
| 8        | Красногорьевский сельсовет | село Красногорьевка      | 2                             | ↘415      | 95,06        |
| 9        | Малокамалинский сельсовет  | село Малая Камала        | 4                             | ↘470      | 174,26       |
| 10       | Налобинский сельсовет      | деревня Налобино         | 4                             | ↗528      | 119,24       |
| 11       | Новинский сельсовет        | деревня Новая            | 1                             | ↘100      | 5,41         |
| 12       | Новокамалинский сельсовет  | село Новокамала          | 6                             | ↘1897     | 904,27       |
| 13       | Новосолянский сельсовет    | село Новая Солянка       | 5                             | ↗2774     | 283,27       |
| 14       | Переясловский сельсовет    | село Переясловка         | 1                             | ↘1222     | 103,17       |
| 15       | Рыбинский сельсовет        | село Рыбное              | 2                             | ↘1454     | 154,58       |
| 16       | Уральский сельсовет        | посёлок Урал             | 1                             | ↘1666     | 21,68        |
| 17       | Успенский сельсовет        | село Успенка             | 2                             | ↗835      | 143,13       |

В 1989 году из Двуреченского сельсовета был выделен Красногорьевский сельсовет.
До 2008 года территорию района составляли три городских поселения и тринадцать сельских, всего 51 населённый пункт. В 2008 году была проведена процедура преобразования самостоятельного муниципального образования город Заозёрный в городское поселение Рыбинского района.

### Населённые пункты
В Рыбинском районе 48 населённых пунктов
| №  | Населённый пункт | Тип             | Население | Муниципальное образование  |
| -- | ---------------- | --------------- | --------- | -------------------------- |
| 1  | Александровка    | село            | 644       | Александровский сельсовет  |
| 2  | Большие Ключи    | село            | ↗528      | Большеключинский сельсовет |
| 3  | Бородино         | село            | 877       | Бородинский сельсовет      |
| 4  | Верховая         | деревня         | 155       | Бородинский сельсовет      |
| 5  | Власть Труда     | деревня         | 20        | Налобинский сельсовет      |
| 6  | Воскресенка      | деревня         | 173       | Новокамалинский сельсовет  |
| 7  | Высотино         | деревня         | 76        | Александровский сельсовет  |
| 8  | Глубоково        | деревня         | 206       | Налобинский сельсовет      |
| 9  | Гмирянка         | село            | 261       | Новокамалинский сельсовет  |
| 10 | Двуречное        | село            | 715       | Двуреченский сельсовет     |
| 11 | Завировка        | деревня         | 100       | Новосолянский сельсовет    |
| 12 | Загорский        | посёлок         | 114       | Малокамалинский сельсовет  |
| 13 | Заозёрный        | город           | ↘9954     | город Заозёрный            |
| 14 | Ивановка         | село            | 215       | Новокамалинский сельсовет  |
| 15 | Илиган           | посёлок         | ↘0        | Успенский сельсовет        |
| 16 | Ирша             | рабочий посёлок | ↘1142     | посёлок Ирша               |
| 17 | Искра            | деревня         | 0         | Александровский сельсовет  |
| 18 | Красногорьевка   | село            | 479       | Красногорьевский сельсовет |
| 19 | Лозовая          | деревня         | 147       | Бородинский сельсовет      |
| 20 | Лощинка          | деревня         | 51        | Бородинский сельсовет      |
| 21 | Малая Камала     | село            | 403       | Малокамалинский сельсовет  |
| 22 | Михалевка        | деревня         | 20        | Новокамалинский сельсовет  |
| 23 | Налобино         | деревня         | 347       | Налобинский сельсовет      |
| 24 | Низинка          | деревня         | 102       | Бородинский сельсовет      |
| 25 | Новая            | деревня         | ↘100      | Новинский сельсовет        |
| 26 | Новая Печера     | деревня         | 199       | Александровский сельсовет  |
| 27 | Новая Прилука    | деревня         | 51        | Александровский сельсовет  |
| 28 | Новая Солянка    | село            | 2429      | Новосолянский сельсовет    |
| 29 | Новокамала       | село            | ↘1099     | Новокамалинский сельсовет  |
| 30 | Орешники         | деревня         | 70        | Новосолянский сельсовет    |
| 31 | Переясловка      | село            | ↘1222     | Переясловский сельсовет    |
| 32 | Рыбное           | село            | 1352      | Рыбинский сельсовет        |
| 33 | Рябинки          | деревня         | 152       | Новосолянский сельсовет    |
| 34 | Саянский         | рабочий посёлок | ↘3947     | посёлок Саянский           |
| 35 | Снегиревка       | деревня         | 186       | Двуреченский сельсовет     |
| 36 | Соловьёвка       | деревня         | 34        | Двуреченский сельсовет     |
| 37 | Спасовка         | деревня         | 44        | Новокамалинский сельсовет  |
| 38 | Старая Солянка   | деревня         | 68        | Новосолянский сельсовет    |
| 39 | Татьяновка       | деревня         | 118       | Рыбинский сельсовет        |
| 40 | Точильное        | деревня         | 5         | Налобинский сельсовет      |
| 41 | Тульское         | деревня         | 44        | Бородинский сельсовет      |
| 42 | Унерчик          | посёлок         | 13        | Красногорьевский сельсовет |
| 43 | Урал             | посёлок         | ↘1666     | Уральский сельсовет        |
| 44 | Успенка          | село            | 799       | Успенский сельсовет        |
| 45 | Усть-Казачка     | деревня         | 0         | Малокамалинский сельсовет  |
| 46 | Усть-Кандыга     | деревня         | ↘450      | посёлок Саянский           |
| 47 | Черемшанка       | деревня         | 7         | Малокамалинский сельсовет  |
| 48 | Чуриново         | деревня         | 86        | Двуреченский сельсовет     |

Упразднённые населенные пункты:
- 2017 год — деревня Солонечное Бородинского сельсовета[28].
- 2018 год — посёлок Сибиряк Успенского сельсовета[29]

## Экономика
На территории Рыбинского района осуществляется добыча бурого угля (лигнита) открытым способом — на Орловском и Переясловском разрезах.
Также в районе имеются предприятия по выпуску текстильных изделий и спецодежды, производству приборов и аппаратуры для автоматического регулирования, котлов центрального отопления.

## Здравоохранение
В Заозёрном действует Рыбинская районная больница.

## Образование
В Рыбинском районе действуют 15 общеобразовательных учреждений:
- Новосолянская средняя общеобразовательная школа № 1
- Новокамалинская средняя общеобразовательная школа № 2
- Бородинская средняя общеобразовательная школа № 3
- Успенская средняя общеобразовательная школа № 6 имени Героя Советского Союза В. Н. Прохорова
- Рыбинская средняя общеобразовательная школа № 7 имени Героя Советского Союза Г. П. Кузьмина
- Двуреченская средняя общеобразовательная школа № 8
- Александровская средняя общеобразовательная школа № 10
- Саянская средняя общеобразовательная школа № 32
- Уральская средняя общеобразовательная школа № 34
- Средняя общеобразовательная школа № 1, город Заозёрный
- Гимназия № 2, город Заозёрный
- Большеключинская основная общеобразовательная школа № 4
- Малокамалинская основная общеобразовательная школа № 5
- Переясловская основная общеобразовательная школа № 9
- Иршинская начальная общеобразовательная школа